# Дуглас, Арчибальд, 5-й граф Дуглас
Арчибальд Дуглас (1390 — 26 июня 1439) — шотландский аристократ, военачальник и дипломат периода Столетней войны, 5-й граф Дуглас (1424—1439), также граф Уигтаун, лорд Галлоуэй, Ботвелл, Селкирк и Этрик-Форест, Эскдейл, Лодердейл и Аннандейл (в Шотландии), а также титулярный (de jure) герцог Туреньский, граф де Лонгвиль и сеньор Дён-сюр-Орон (во Франции).

## Биография

Шотландия в правление Якова II

Старший сын Арчибальда Дугласа (1372—1424), 4-го графа Дугласа (1400—1424), и герцога Туреньского (1424), и Маргарет Стюарт (? — 1451), старшей дочери короля Шотландии Роберта III Стюарта (1337—1406) и Арабеллы Драммонд (ок. 1350 — 1401).
В марте 1421 года сражался вместе с французами в битве с англичанами в битве при Боже и получил титул графа де Лонгвиль в Нормандии.
17 августа 1424 года в битве при Вернёе граф Арчибальд Дуглас, получивший от дофина Франции Карла Валуа титул герцога Туреньского, погиб. После смерти своего отца Арчибальд Дуглас унаследовал его титулы и владения в Шотландии, но от претензий на французские владения отца отказался. В 1424 году Арчибальд Дуглас был послом Шотландии в Англии, где вёл переговоры об освобождении короля Якова I Стюарта из английского плена.
В 1425 году Арчибальд Дуглас, граф Дуглас, входил в состав судебной комиссии, заседавшей в замке Стерлинг, которая обвинила в государственной измене Мердока Стюарта, герцога Олбани, и двух его сыновей, которые были казнены.
В феврале 1437 года после убийства короля Якова I Стюарта лордами-заговорщиками в Перте Арчибальд Дуглас был назначен генерал-лейтенантом Шотландии и регентом королевства при малолетнем короле Якове II Стюарте. Являлся регентом Шотландии с 1437 до 1439 год.
26 июня 1439 года Арчибальд Дуглас скончался от лихорадки в Рестальриге (тогда Мидлотиан, ныне Сити-оф-Эдинбург). Был похоронен в своём родовом замке Дуглас. Ему наследовал старший сын Уильям Дуглас, 6-й граф Дуглас.

## Семья и дети
Между 1423 и 1425 годами женился на Эфимии Грэм (до 1413—1468), дочери Патрика Грэма, де-юре графа Стратерна, и Эфимии Стюарт, графини Стратерн. Их дети:
- Уильям Дуглас (ок. 1424 — 24 ноября 1440), 6-й граф Дуглас (1439—1440)
- Маргарет Дуглас (Прекрасная леди Галлоуэй) (до 1435—1475), 1-й муж с 1449/1450 года — Уильям Дуглас (1425—1452), 8-й граф Дуглас, 2-й муж с 1453 года — Джеймс Дуглас (ок. 1426 — 1491), 10-й граф Дуглас, 3-й муж с 1459 года — Джон Стюарт (ок. 1440 — 1512), граф Атолл
- Дэвид Дуглас (? — 24 ноября 1440)